# Хардинг, Чарльз, 2-й виконт Хардинг
Чарльз Стюарт Хардинг, 2-й виконт Хардинг (англ. Charles Stewart Hardinge, 2nd Viscount Hardinge; 2 сентября 1822 — 28 июля 1894) — британский консервативный политик.

## Биография
Родился 2 сентября 1822 года. Старший сын фельдмаршала Генри Хардинга, 1-го виконта Хардинга (1785—1856), и леди Эмили Джейн Стюарт (1789—1865), дочери Роберта Стюарта, 1-го маркиза Лондондерри. Хардинг был избран членом парламента от Даунпатрика в 1851 году, и занимал это место до 1856 года, когда он стал преемником своего отца в виконте и вошел в Палату лордов. Он занимал должность заместителя государственного секретаря по войне с марта 1858 года по март 1859 года во втором министерстве Дерби-Дизраэли.
Ему было 21 год, когда он отправился в Индию в качестве личного секретаря своего отца, тогдашнего генерал-губернатора, с июля 1844 года по январь 1848 года.
Он был назначен майором артиллерийского ополчения Кента, когда оно было сформировано в 1853 году, и подразделение было призвано защищать родину во время Крымской войны.

## Личная жизнь
10 апреля 1856 года лорд Хардинг женился на леди Лавинии Бингэм (ок. 1836 — 15 сентября 1864), дочери Джорджа Бингэма, 3-го графа Лукана, и леди Энн Браднелл (1809—1877). У супругов было пять сыновей и три дочери:
- Генри Чарльз Хардинг, 3-й виконт Хардинг (1 августа 1857 — 30 апреля 1924), старший сын и преемник отца.
- Чарльз Хардинг, 1-й барон Хардинг из Пенхёрста (20 июня 1858 — 2 августа 1944)
- Майор достопочтенный Артур Стюарт Хардинг (19 мая 1859 — 5 июня 1899)
- Достопочтенная Лавиния Хардинг (1860 — 17 мая 1943)
- Достопочтенная Эмили Мод Хардинг (1861 — 28 ноября 1960)
- Достопочтенная Мэри Хильда Маделина Хардинг (1862 — 31 октября 1936)
- Достопочтенный Роберт Николас Хардинг (5 августа 1863 — 21 августа 1946)
- Капитан достопочтенный Джордж Артур Хардинг (1 сентября 1864 — 28 июля 1910).

Леди Хардинг умерла в сентябре 1864 года, вскоре после рождения ее младшего ребенка. Лорд Хардинг оставался вдовцом до своей смерти в июле 1894 года в возрасте 71 года. Ему наследовал виконта его старший сын Генри.
Хардинг написал биографию своего отца, сэра Генри Хардинга, в 1891 году для серии «Правители Индии».